# Edmond Haan
Edmond Haan (25. maj 1924 - 15. august 2018) var en fransk fodboldspiller (angriber), der spillede fire kampe for Frankrigs landshold. Han spillede på klubplan for Strasbourg og Nîmes.

## Titler
Coupe de France
- 1951 med Strasbourg